# マイケル・ハンスグット
マイケル・ハンスグット（Michal Hansgut、男性、1979年4月29日 - ）は、チェコ出身のキックボクサー。身長174cm、体重72kg。

## 来歴
2006年5月13日、SuperLeague Elimination 2006のリザーブファイトでジョーダン・タイに2RKO負け。

## 戦績
| 勝敗 | 対戦相手             | 試合結果                 | 大会名                                            | 開催年月日     |
| ×    | ジョーダン・タイ     | 2R KO                    | SuperLeague Elimination 2006 【リザーブファイト】 | 2006年5月13日  |
| ×    | マイク・ザンビディス | 5R終了 判定              | Great kickboxing spectacle                        | 2006年3月12日  |
| ×    | ワシリー・シシ       | 2R 1:46 KO（ハイキック） | Janus Fight Night 2005【1回戦】                   | 2005年11月19日 |
| ○    | オリ・コッホ         | 5R終了 判定2-1           | Fight Club Berlin                                 | 2005年4月24日  |
| ○    | イゴール・チン       | 3R終了 判定              | S-1 Championship                                  | 2004年9月23日  |
| ○    | ジョニー・タンクレイ | 3R終了 判定              | K.O.T.R.-EUROPEAN                                 | 2004年5月14日  |